# Praia Lusitana
Praia Lusitana (deutsch Lusitana-Strand, Portugiesischer Strand) ist ein Strand der osttimoresischen Landeshauptstadt Dili in der Aldeia Beto Tasi. Er nimmt die Küste der Straße von Ombai, nördlich des Flughafens Presidente Nicolau Lobato ein. Der Strand ist mit dem poetischen Namen „Lusitania“ für Portugal nach den ehemaligen Kolonialherren von Osttimor benannt.

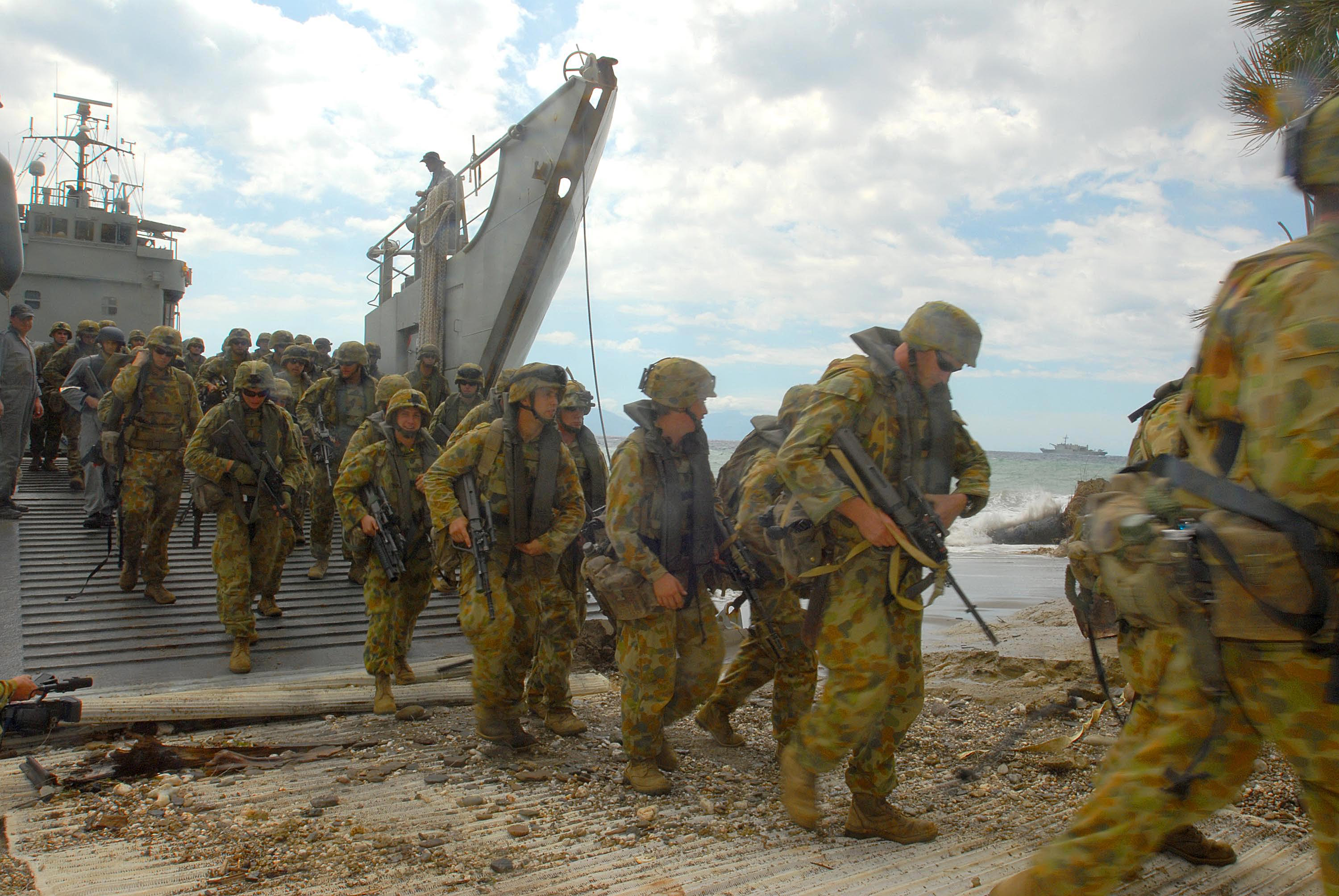
Landung der ISF am Praia Lusitana

Der Praia Lusitana erstreckt sich von der Mündung des Rio Comoro im Osten aus entlang der Küste, parallel auf nahezu die gesamte Länge der Start- und Landebahn des Flughafens. Im Osten liegt hinter dem Strand Dilis Stadtteil Marinir. Die Zufahrt zu dem Stadtteil und damit zum Praia Lusitana ist nur über die Rua de Beto Leste möglich, die am östlichen Ende der Start- und Landebahn des Flughafens vorbeiführt.
2006 landeten australische Soldaten der ISF am Praia Lusitana.